# Fort Johnson (Louisiane)
Fort Johnson est une importante caserne de l'United States Army, située à Leesville en Louisiane. Elle abrite entre autres le Joint Readiness Training Centre (JRTC) en:Fort Polk et sa force d'opposition (1/509th Airborne Infantry Battalion).